# Phauloppia knoepffleri
Phauloppia knoepffleri är en kvalsterart som beskrevs av Travé 1961. Phauloppia knoepffleri ingår i släktet Phauloppia och familjen Oribatulidae. Inga underarter finns listade i Catalogue of Life.